# تيل (هولندا)
تيل  Tiel  هي مدينة وبلدية بمقاطعة خيلدرلند، هولندا.

## طوبوغرافيا
خريطة طوبوغرافية هولندية لبلدية تيل ، مارس 2014، (تقرأ بعد ثلاث نقرات على الخريطة).

## معرض صور

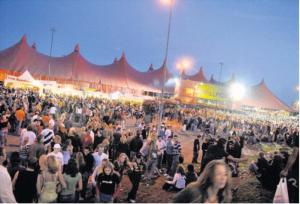
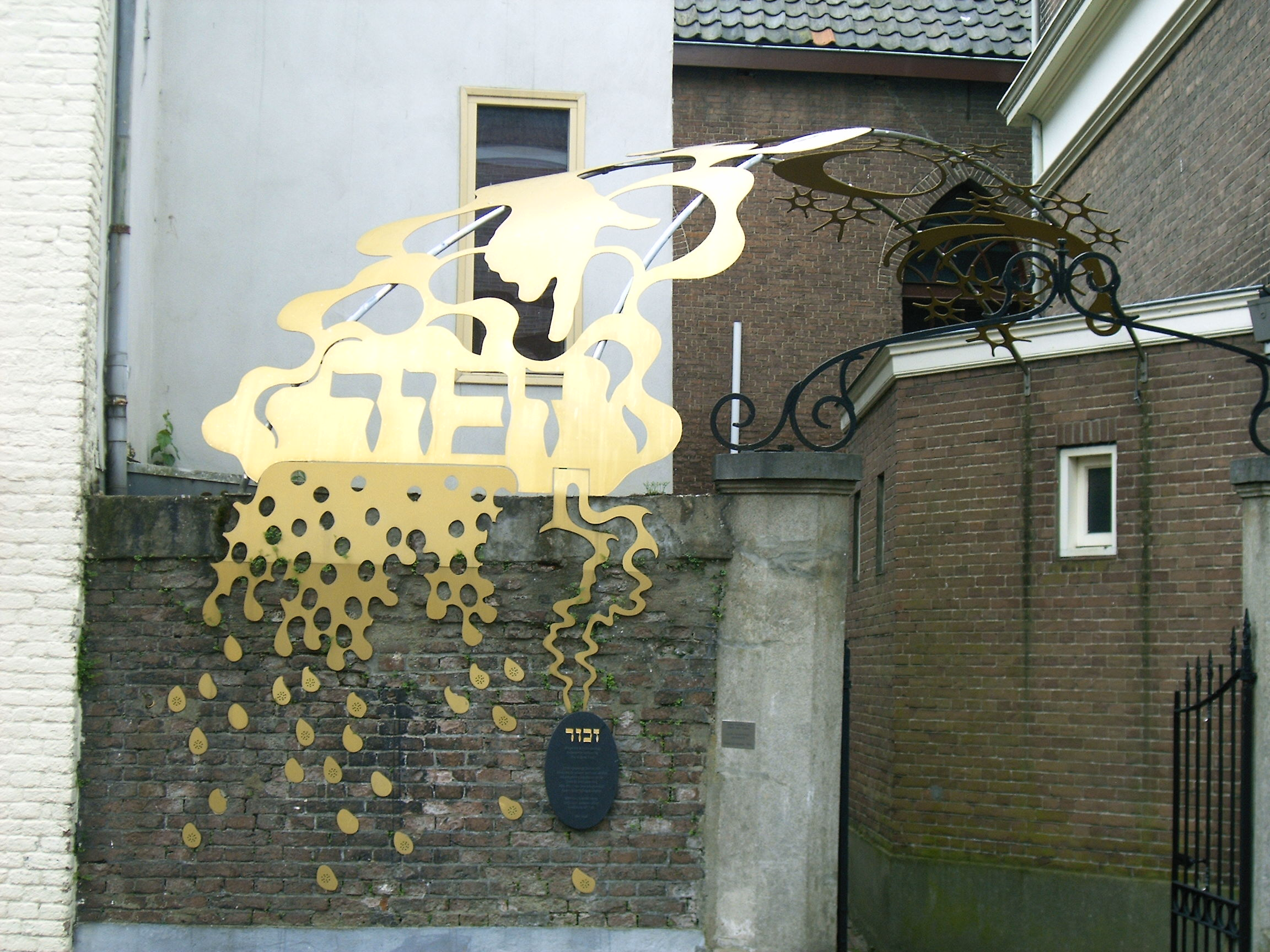
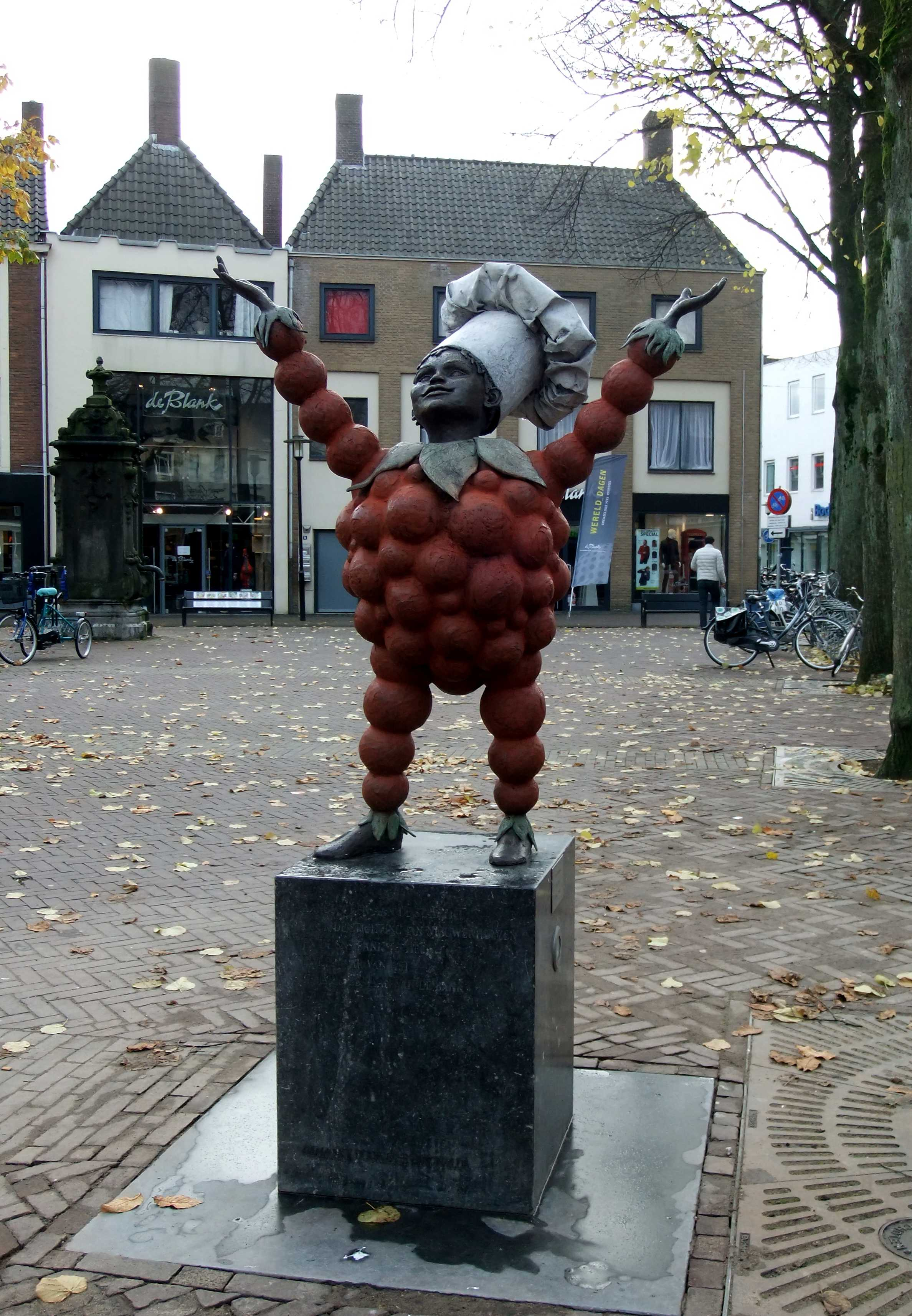
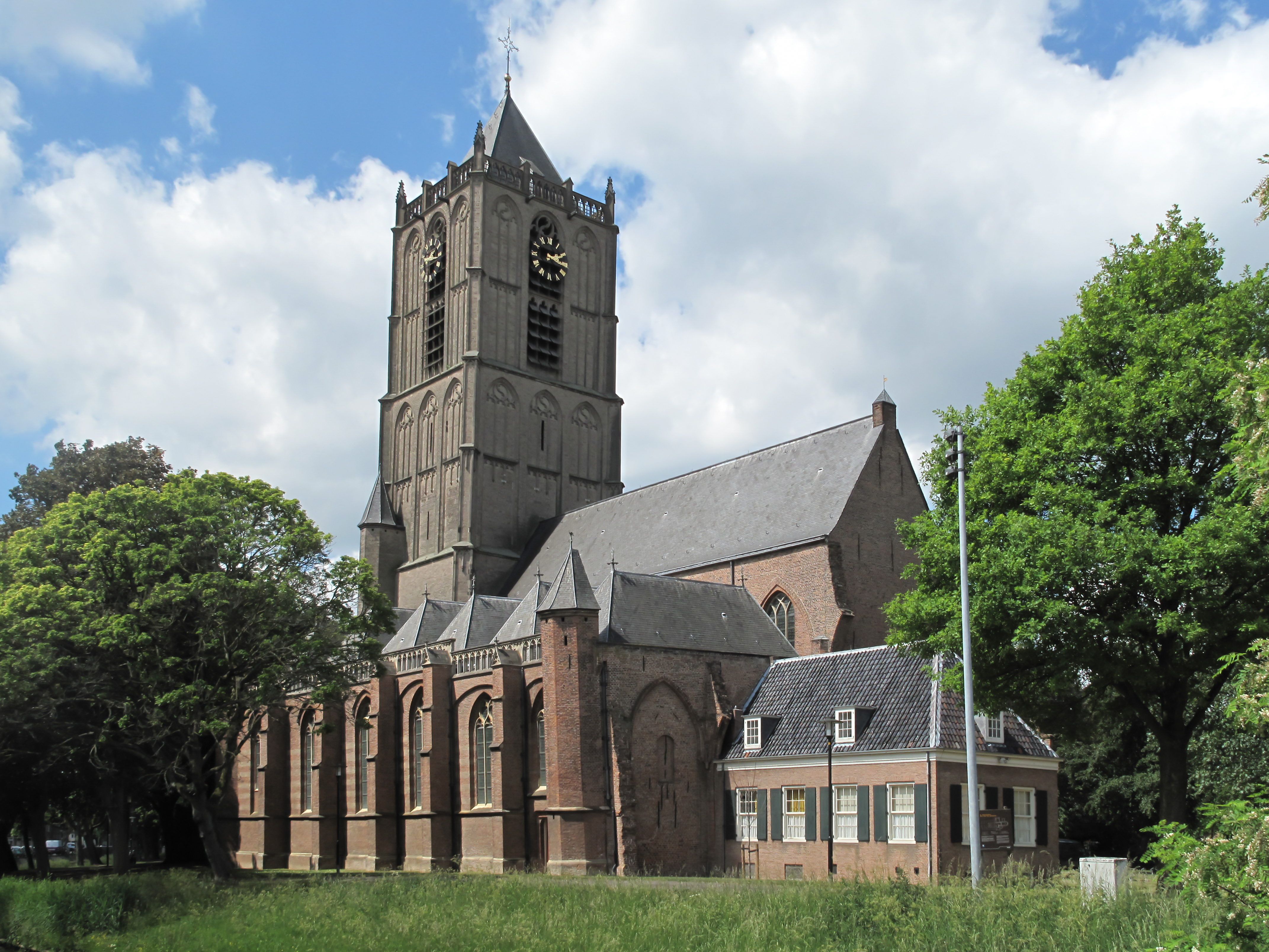

## أعلام
- إيريك بيترس
- ماتيس براندشورست
- فيميليو فينك
- انتون يانسن
- باري ماغيري